# Lektotyp
Lektotyp (gr. λεκτός „wybrany” τύπος „odbicie, obraz, posąg, wzór, znak, odcisk”) – okaz lub ilustracja taksonu wskazana jako typ nomenklatoryczny w sytuacji, kiedy autor nazwy taksonu nie wskazał holotypu w pierwszej publikacji diagnozy taksonomicznej lub holotyp opisuje więcej niż jeden takson.
W botanice definicja lektotypu przedstawiona jest w artykule 9.2. Międzynarodowego Kodeksu Nomenklatury Botanicznej (Kodeks Wiedeński). Lektotypem może być okaz zielnikowy lub ilustracja, wybierany spośród:
- tych okazów zielnikowych lub ilustracji (nieopublikowanych lub opublikowanych przed lub równocześnie z pierwszą publikacją nazwy taksonu), które stanowiły podstawę opisu lub diagnozy nazwy taksonu,
- syntypów lub paratypów,
- izotypów lub izosyntypów.

W zoologii lektotyp opisany jest w artykule 74.1 Międzynarodowego Kodeksu Nomenklatury Zoologicznej. Lektotyp może być wskazany spośród syntypów, a po jego wyborze wszystkie pozostałe syntypy stają się paralektotypami. W kodeksie nomenklatury botanicznej pojęcie paralektotypu nie istnieje.